# Gosford Castle

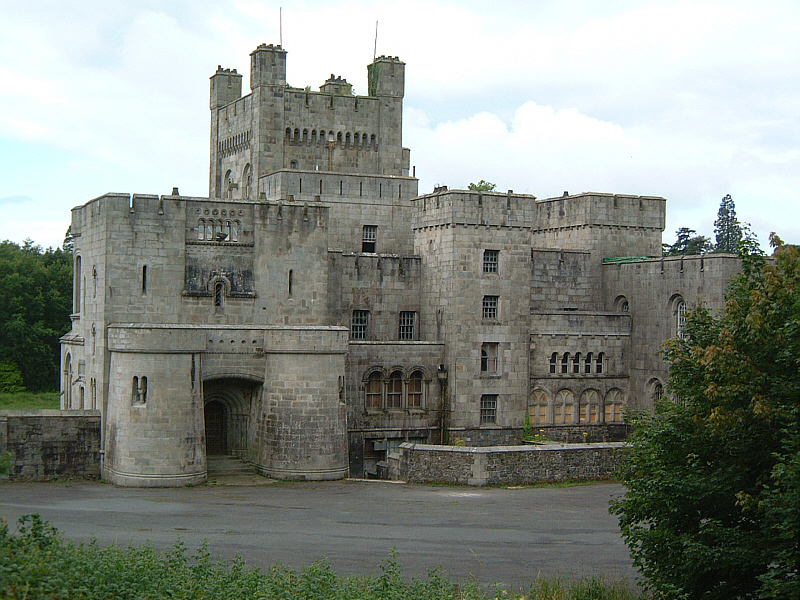
Gosford Castle, Vorderansicht.

Gosford Castle (irisch Caisleán Gosford) ist ein Schloss in beim Dorf Markethill im nordirischen County Armagh. Der Bau des Schlosses begann 1819 und wurde in den 1850er-Jahren abgeschlossen. Auftraggeber war Archibald Acheson, 2. Earl of Gosford, und sein Architekt war Thomas Hopper, einer der führenden Londoner Architekten in der ersten Hälfte des 19. Jahrhunderts. Gosford Castle ist das größte historische Gebäude, das als Grade A gelistet ist.
Das Landwirtschaftsministerium kaufte das Anwesen 1958 und ließ dort den Gosford Forest Park anlegen. Im Januar 2006 kaufte eine Bauträgergesellschaft, die Boyd Partnership, das verfallende Schloss und wandelte es in Privatwohnungen um. Im Januar 2008 zogen die ersten neuen Eigentümer in ihre Wohnungen ein. Die Kosten der Restaurierung beliefen sich auf etwa £ 4 Mio. und die Art des Umbaus wurde von einer Kommission bestimmt, die von der Regierung ernannt wurde.

## Architektur
Gosford Castle wurde im neu-normannischen Stil erbaut, eines der wenigen Gebäude auf dieser Welt in diesem Baustil. Robin Fredden, Generalsekretär des National Trust, bezeichnete es 1952 als „eines der am besten im Originalzustand erhaltenen Gebäude aus der ersten Hälfte des 19. Jahrhunderts“ und bemerkte weiter, dass „nachweislich das größte Gebäude in Irland“ sei, weil es mehr als 150 Räume habe. Thomas Hopper, der Architekt, entwarf auch Penrhyn Castle in Wales in ähnlichem Stil.

## Geschichte
Der 4. Earl of Gosford war gezwungen, den Inhalt seines Schlosses 1921 zu verkaufen und im Zweiten Weltkrieg wurde Gosford Castle requiriert und diente als Kriegsgefangenenlager. Nach dem Krieg verkauften die Gosfords das Anwesen und später erwarb es die Forestry Commission. Eine Zeitlang diente das Gebäude als Hotel, Kaserne und Restaurant. Während des Nordirlandkonfliktes nutzte es auch die British Army. Es gibt auch eine Krypta in einer Ecke im Schloss, die kürzlich versiegelt wurde.

## Jamboree
Im Park wurde 1989 das Irish Scout Jamboree abgehalten. An „Gosford ‚89“ nahmen über 3000 Pfadfinder aus der ganzen Welt teil, auch Kontingente aus Kanada, Japan und den USA. Campleiter war Wilson Lambe und sein Mitkkoordinator Mark Lemour. Es gab sechs Untercamps und ein Untercamp für das Personal.

### Fotos des restaurierten Schlosses

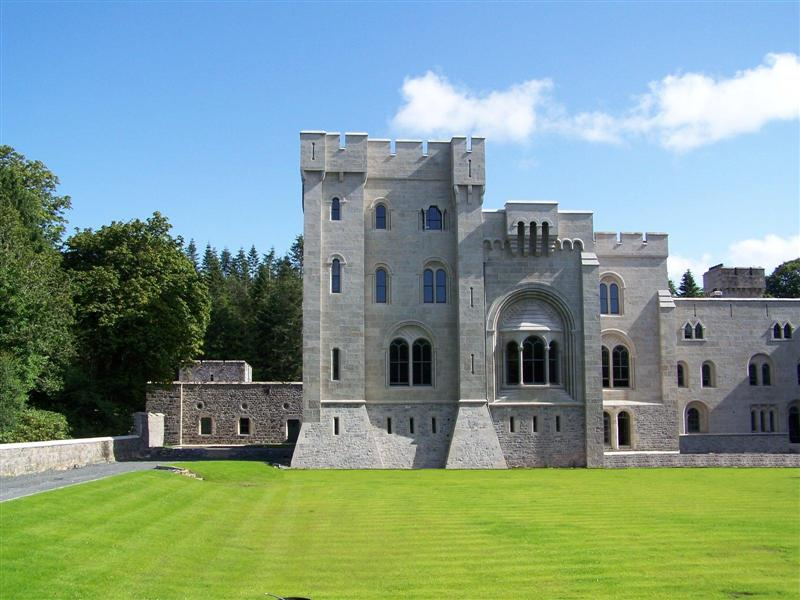
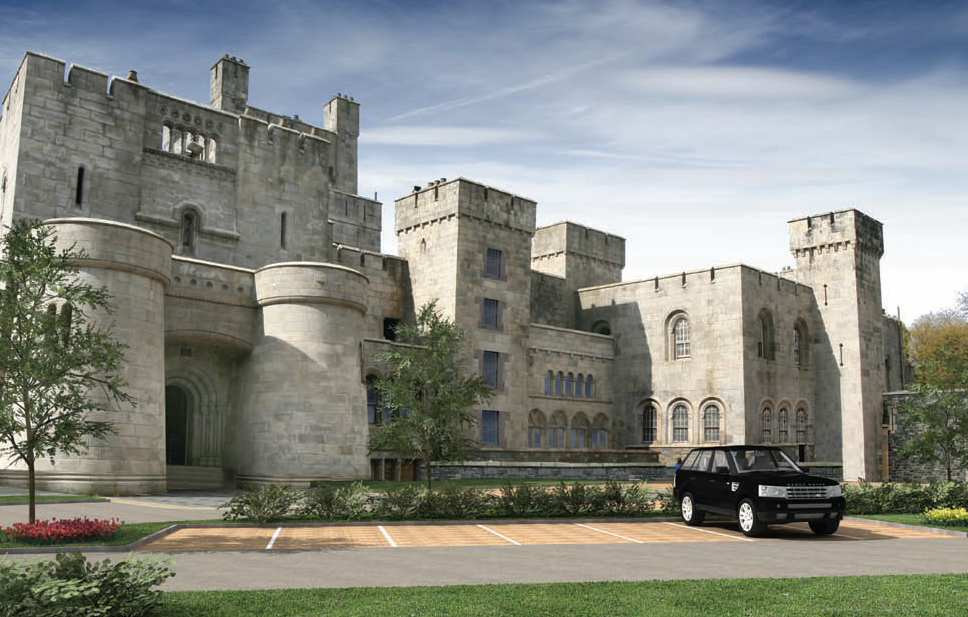
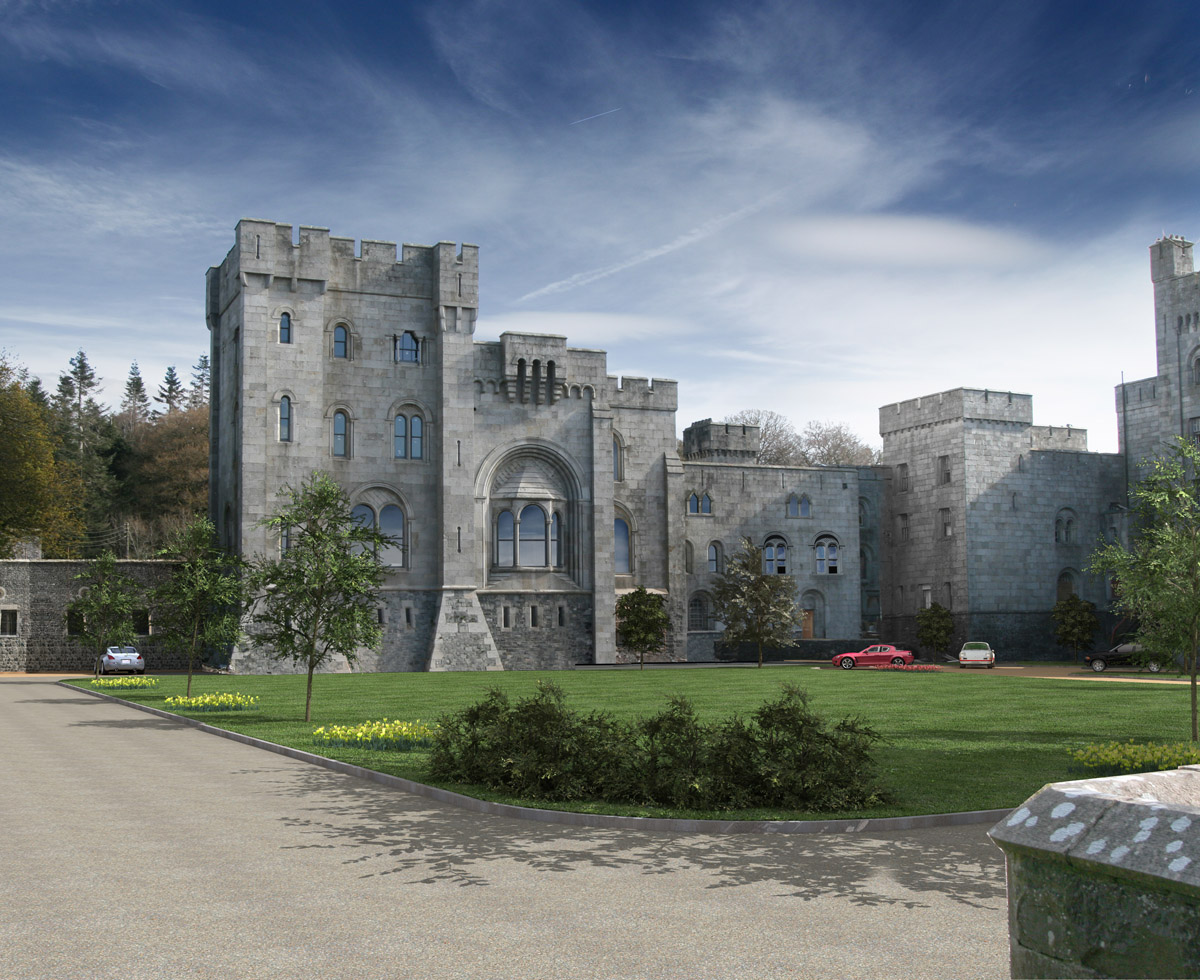
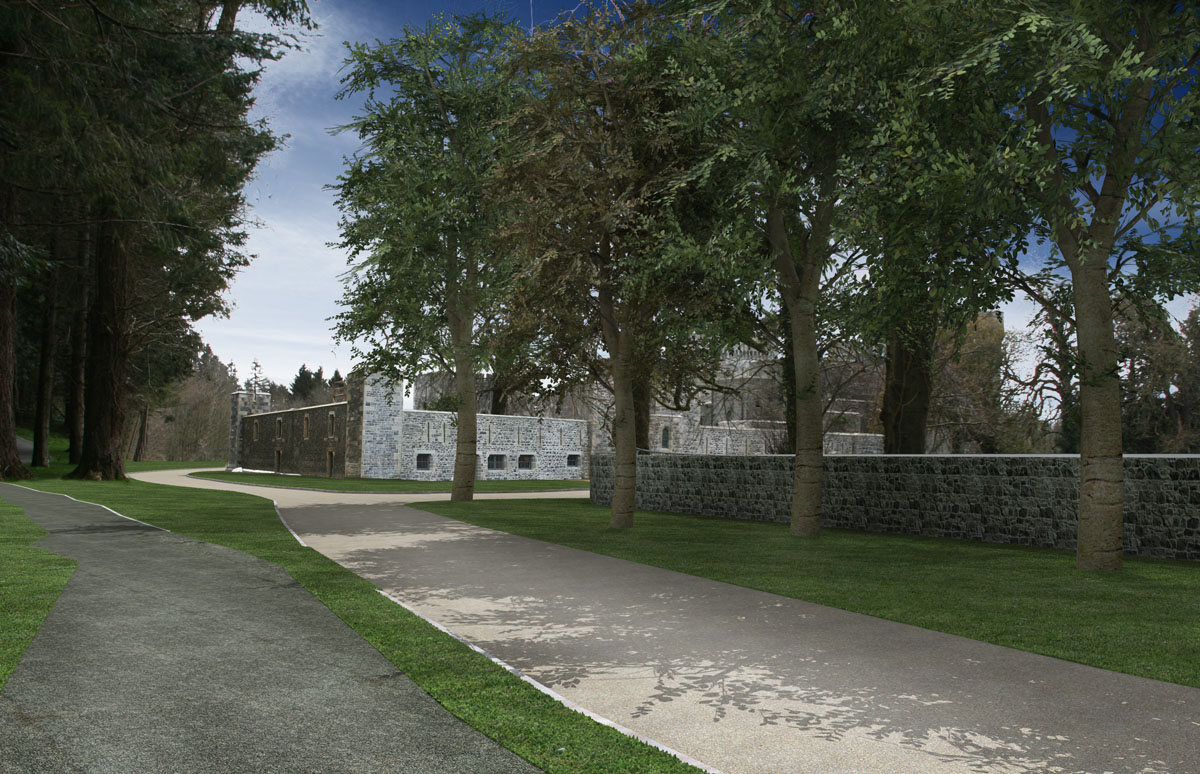

## Restaurierung
Regierungsstellen übernahmen das Schloss im Februar 2002 wieder. Damals befand es sich in sehr schlechtem Zustand und ohne baldige Maßnahmen bestand die Gefahr des Totalverlustes. Nach langen Verhandlungen reichte eine örtliche Bauträgergesellschaft mit speziellen Architekten zusammen mit dem Northern Ireland Heritage Service 2006 einen Renovierungsvorschlag ein. Man einigte sich darauf, Gosford Castle in 23 Wohnungen umzubauen. Das Schloss wurde im Januar 2006 für den symbolischen Preis von £ 1000 an die Gosford Castle Developments verkauft; die geschätzten Restaurierungskosten betrugen £ 4 Mio. Ende 2013 waren die tatsächlichen Restaurierungskosten auf über £ 7 Mio. gestiegen.
Da viele Gebäudeteile vertikal voneinander getrennt sind, teilte man das Schloss in vertikal voneinander getrennte Wohnungen auf. Zu diesem Zweck beauftragte man ein Team von Künstlern und Handwerkern, separate Wohnungen mit zwei, drei oder vier Stockwerken in die ursprünglichen Mauern des Schlosses zu setzen. So wurde der Charakter historischer Unversehrtheit des Schlosses erhalten und man nutzte bereits existierende Treppenhäuser und Wände, wo immer möglich. Man achtete auch auf die Erhaltung der ursprünglichen Farbgestaltung in den hauptsächlichen Räumen, wie z. B. der goldverzierten Gewölbedecke in der inneren Halle. Wände wurden grün gestrichen, um Faltenwurf darzustellen, und man nutzte einen scharlachroten Hintergrund, um die hölzernen Bücherschränke der Bibliothek zu imitieren. Im Januar 2008 zogen die ersten Bewohner in die fertiggestellten Wohnungen im Innenhof des Schlosses.

## Sonstiges
- das Schloss diente als Drehort für Riverrun Castle in der US-amerikanischen Fantasy-Fernsehserie Game of Thrones.[3]